# 小行星14129
小行星14129（14129 Dibucci）是一颗绕太阳运转的小行星，为主小行星带小行星。该小行星于1998年8月发现。

## 轨道参数
小行星14129的轨道半长轴为2.3636357 UA，离心率为0.152。